# هيرشي فيلدر
هيرشي فيلدر هو ملحن وعازف بيانو كندي، ولد في 9 يوليو 1968 في مونتريال في كندا.

## وصلات خارجية
- هيرشي فيلدر على موقع IMDb (الإنجليزية)
- هيرشي فيلدر على موقع قاعدة بيانات برودواي على الإنترنت (الإنجليزية)